# Tour de Flandes 1933
El Tour de Flandes 1933 es la 17.ª edición del Tour de Flandes. La carrera se disputó el 2 de abril de 1933, con inicio en Gante y final en Wetteren después de un recorrido de 227 kilómetros. 
El vencedor final fue el belga Alfons Schepers, que se impuso al esprint en Wetteren. Los también belgas Léon Tommies y Romain Gijssels fueron segundo y tercero respectivamente.

## Clasificación final
|    | Ciclista              | Equipo                      | Tiempo     |
| -- | --------------------- | --------------------------- | ---------- |
| 1  | Alfons Schepers       | La Française-Dunlop         | 6h 51' 00" |
| 2  | Léon Tommies          | Alcyon-Dunlop               | m. t.      |
| 3  | Romain Gijssels       | Dilecta-Wolber              | m. t.      |
| 4  | Alfons Deloor         | Dilecta-Wolber              | m. t.      |
| 5  | Joseph Lambert        | Dilecta-Wolber              | m. t.      |
| 6  | Léon Louyet           | Genial Lucifer - Hutchinson | m. t.      |
| 7  | Emiel Decroix         | Cycles Depas                | m. t.      |
| 8  | Georges Lemaire       | Cycles Depas                | m. t.      |
| 9  | Jozef-Hubert Horemans | Dilecta-Wolber              | m. t.      |
| 10 | Sylvère Maes          | Alcyon-Dunlop               | m. t.      |